# مسابقات جهانی تنیس روی میز ۲۰۱۳
مسابقات جهانی تنیس روی میز ۲۰۱۳ از ۱۳ تا ۲۰ مه ۲۰۱۳ در پاریس برگزار شد. این مسابقات، پنجاه و دومین دورهٔ مسابقات انفرادی بود.
۵۲۳ ورزشکار (شامل ۳۱۲مرد از ۹۷ کشور و ۲۳۵ زن از ۷۸ کشور) در این مسابقات شرکت کردند. برای نخستین بار از ۲۰۰۳، چین همهٔ طلاهای این دوره را به دست نیاورد. در دونفرهٔ مردان، تایوان قهرمان شد و روند قهرمانی متوالی چین پس از ۱۰ دوره متوقف شد. همچنین در دونفرهٔ مختلط، کرهٔ شمالی به قهرمانی رسید و نوار یازده قهرمانی متوالی چین را پاره کرد.

## برنامه زمانی
پنج رویداد انفرادی در این مسابقات برگزار شد.
| تاریخ         | ۱۴ مه | ۱۵ مه        | ۱۶ مه        | ۱۷ مه                | ۱۸ مه                    | ۱۹ مه                    | ۲۰ مه |
| ------------- | ----- | ------------ | ------------ | -------------------- | ------------------------ | ------------------------ | ----- |
| انفرادی مردان |       | دور ۱        | دور ۲        | دور ۳                | دور ۴                    | یک‌چهارم نهایی، نیمه‌نهایی | نهایی |
| انفرادی زنان  |       | دور ۱، دور ۲ | دور ۳        | دور ۴                | یک‌چهارم نهایی، نیمه‌نهایی | نهایی                    |       |
| دوبل مردان    |       | دور ۱        | دور ۱، دور ۲ | دور ۳، یک‌چهارم نهایی | نیمه‌نهایی                | نهایی                    |       |
| دوبل زنان     |       | دور ۱        | دور ۲        | دور ۳، یک‌چهارم نهایی |                          | نیمه‌نهایی                | نهایی |
| دوبل مختلط    | دور ۱ | دور ۲        | دور ۳، دور ۴ | یک‌چهارم نهایی        | نیمه‌نهایی، نهایی         |                          |       |

## نتایج

### جدول مدال‌ها
| رتبه  | کشورها    | طلا | نقره | برنز | مجموع |
| ۱     | چین       | ۳   | ۴    | ۷    | ۱۴    |
| ۲     | تایوان    | ۱   | ۰    | ۰    | ۱     |
| ۲     | کره شمالی | ۱   | ۰    | ۰    | ۱     |
| ۴     | کره جنوبی | ۰   | ۱    | ۰    | ۱     |
| ۵     | هنگ کنگ   | ۰   | ۰    | ۱    | ۱     |
| ۵     | ژاپن      | ۰   | ۰    | ۱    | ۱     |
| ۵     | سنگاپور   | ۰   | ۰    | ۱    | ۱     |
| مجموع | مجموع     | ۵   | ۵    | ۱۰   | ۲۰    |

### رویدادها
| رویداد        | طلا                      | نقره                     | برنز                       |
| انفرادی مردان | ژانگ جیکه                | وانگ هائو                | شو شین                     |
| انفرادی مردان | ژانگ جیکه                | وانگ هائو                | ما لونگ                    |
| انفرادی زنان  | لی شیائوشیا              | لیو شیون                 | دینگ نینگ                  |
| انفرادی زنان  | لی شیائوشیا              | لیو شیون                 | ژو یولینگ                  |
| دونفره مردان  | چن چین-آن چوانگ چیه-یوان | هائو شوای ما لین         | سه‌یا کیشیکاوا جون میزوتانی |
| دونفره مردان  | چن چین-آن چوانگ چیه-یوان | هائو شوای ما لین         | وانگ لیچین ژو یو           |
| دونفره زنان   | گوو یو لی شیائوشیا       | دینگ نینگ لیو شیون       | فنگ تیانوی یو منگیو        |
| دونفره زنان   | گوو یو لی شیائوشیا       | دینگ نینگ لیو شیون       | چن منگ ژو یولینگ           |
| دونفره مختلط  | کیم هیوک-بونگ کیم جونگ   | لی سانگ-سو پارک یونگ-سوک | وانگ لیچین Rao Jingwen     |
| دونفره مختلط  | کیم هیوک-بونگ کیم جونگ   | لی سانگ-سو پارک یونگ-سوک | چئونگ یوک جیانگ هواجون     |